# The Black Knight (film)
The Black Knight er britisk-amerikansk technicolor eventyrfilm fra 1954 instrueret Tay Garnett og med Alan Ladd som titelkarakteren og Peter Cushing og Patrick Troughton som to sammensvorne, der forsøger at afsætte Kong Arthur. Den er den sidste film i Ladds trilogi med Warwick Films, hvor de andre er The Red Beret og Hell Below Zero der er baseret på Hammond Innes' bog The White South.

## Medvirkende
- Alan Ladd som John
- Patricia Medina som Linet
- André Morell som Sir Ontzlake
- Harry Andrews som the Earl Of Yeonil
- Peter Cushing som Sir Palamides
- Patrick Troughton som Kong Mark
- Anthony Bushell som Kong Arthur
- Bill Brandon som Bernard
- Ronald Adam som the Abbott
- Jean Lodge som dronning Guinevere
- Laurence Naismith som Major Domo
- John Laurie som John
- Basil Appleby som 	Sir Hal
- Pauline Jameson som Lady Yeonil
- Olwen Brookes som 	Lady Ontzlake
- Elton Hayes som the Minstrel
- David Paltenghi som 	High Priest
- John Kelly som brændehugger